# Маркомани
Маркомани су били германско племе, вероватно у сродству са Свевима. Име су добили вероватно по једном римском пребегу, Марку, који је у време Друзових ратова пребегао међу Германе и ту окупио и ујединио нека племена. По другој теорији, име Маркомана је сложеница и значи људи који живе на граници. Друга етимолигија је вероватнија.

## Порекло и рана историја
Маркомани су стигли са Севера, из подручја уз средњу Лабу око 300. п. н. е. на територију реке Мајне, тачније средњу и горњу Мајну у данашњој северној Баварској. Помињу се у Ариовистовој војци 58. године п. н. е. 
Када је Друз напао Маркомане, 9. године п. н. е., они су побегли на територију данашње Чешке где су заузели територију келтских племена. Тамо је њихов краљ постао Марбод. Он је формирао једно јако краљевство, које је Октавијан Август сматрао за потенцијалну опасност за Рим.

## Римски рат против Маркомана (почео 6. године)
Марбод је на територији данашње Чешке практично створио прво германско краљевство, тј. та држава је прва германска држава. Да би се обрачунали са Марбодом након што су Маркомани подигли устанак германских племена на Дунаву против римљана, они су прикупили 12 легија, значи сву восјку из Германије, Реције и Илирика. Римски напад је имао успеха, али је тај напад морао бити заустављен зато што је дошло до устанка у Панонији. Марбод је искористио ову околност и склопио савез са Римом, и то на равноправним основама.

## Рат Марка Аурелија и Маркомана
После Марбодове смрти, Маркомани су постепено потпадали под римски утицај.  
У другом веку Маркомани су са Квадима, Вандалима и Сарматима чинили једну моћну коалицију против Рима. По Еутропију, победа Марка Аурелија над овом конфедерацијом може се поредити са римским победама над Картагином. Ратови са Маркоманим и њиховим савезницима почели су 166. године и трајали су до цареве смрти 180. године: сам цар Марко Аурелије је провео пуно времена на граници према Маркоманима. Коначно, то је био само ограничен успех, будући да су у наредних вековима варвари редовно из овог краја нападали и угрожавали Римско царство.

## Маркомани у позној антици
396. године, у време Стилихон, Маркомани су се преселили, као римски савезници, на територију данашње источне Аустрије и западне Мађарске, на територији ондашње Паноније. Тада долази и до постепене христијанизације Маркомана. Касније, Маркомани су пали под власт Хуна и борили су се на њиховој страни у бици на Каталаунским пољима, после које се више нису ни враћали у Панонију.